# Rajiana
Rajiana (en punyabí: ਰਾਜਿਆਣਾ ) es una ciudad de la India en el distrito de Moga, estado de Punyab.

## Geografía
Se encuentra a una altitud de 220 m s. n. m. a 188 km de la capital estatal, Chandigarh, en la zona horaria UTC +5:30.

Entrance of Govt. Senior Secondary School Rajiana (Moga)

## Demografía
Según estimación 2010 contaba con una población de 9 091 habitantes.